# Duvet (plumage)
Pour les articles homonymes, voir Duvet.

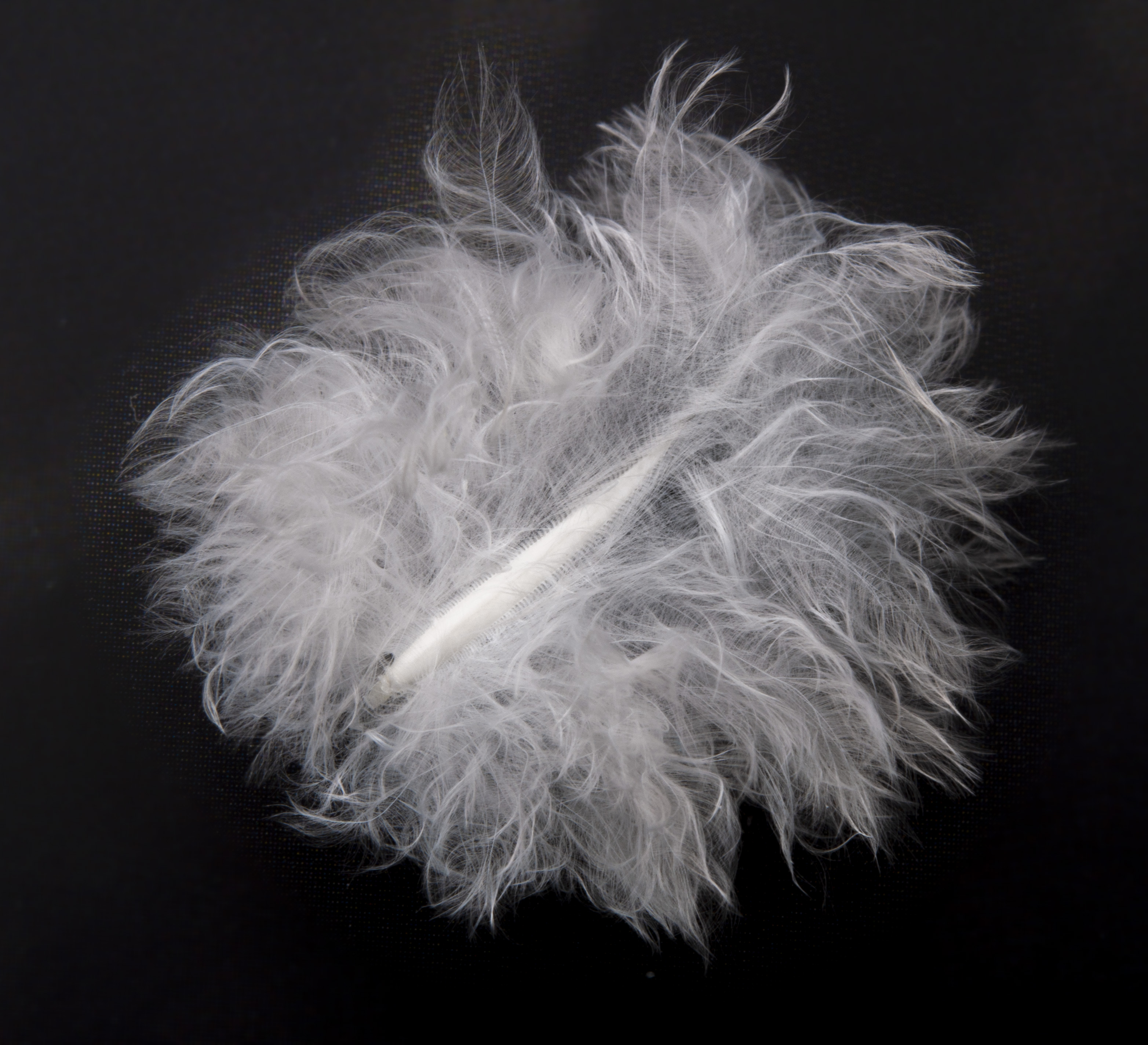
Une plumule de duvet : contrairement aux plumes extérieures, les barbules des plumules ne sont pas enchevêtrées, ce qui confère au duvet son aspect moelleux.

Le terme duvet désigne un ensemble de plumes d'oiseaux, fines et légères, qui constitue une couche située sous les plumes extérieures plus résistantes. Cette couche de duvet assure une excellente isolation thermique et un rembourrage à l'animal. La découverte de plumes piégées dans l'ambre ancien suggère que certaines espèces de dinosaures non-aviaires possédaient des plumes ressemblant à du duvet.
Le duvet est utilisé comme matière première naturelle pour la production de vestes, de couettes, de sur-matelas, d'oreillers ou de sacs de couchage (appelés parfois "duvets" par extension). Le plus réputé des duvets est le duvet de l'eider (qui est à l'origine du mot édredon). En Europe, notamment en Pologne, les élevages d'oies fournissent une grande partie du duvet naturel produit. Le duvet est fortement concurrencé par les fibres synthétiques.
Selon la législation canadienne ce terme désigne plus particulièrement le plumage secondaire des oiseaux aquatiques, comme les oies, les canards et les cygnes, et consiste en des filaments légers et cotonneux (barbes) se ramifiant à partir du penne, mais n'ayant pas de rachis.

## Étymologie
Le terme duvet est une altération inexpliquée du normand et de l'ancien français dumet, deumet, diminutif de dum, dun, terme normand à l'origine, issu de l'ancien scandinave dúnn (dúnn en islandais  et dun dans les autres langues scandinaves). On retrouve cette même racine germanique dans les autres langues du même groupe : down en anglais, dons en néerlandais, daune en allemand.

## Rôle

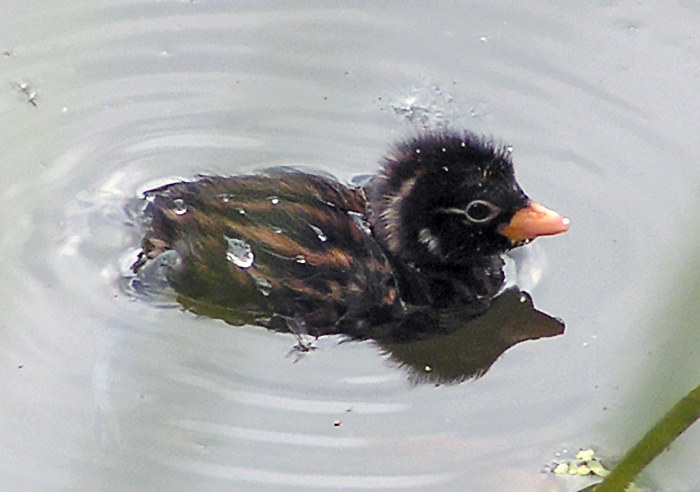
Avant de développer des plumes protectrices (pennes), les oisillons sont couverts de duvet. Ici un jeune grèbe.

En emprisonnant de l'air sous le plumage extérieur, le duvet constitue une couche isolante permettant le maintien de la température corporelle élevée des oiseaux, et contribue à la flottabilité des oiseaux d'eau. La pollution marine peut réduire très fortement ces fonctions. Une pollution grasse (telle que rencontrée lors de marées noires par exemple) provoque l'agglomération des plumules, le duvet n'assure alors plus d'isolation thermique, provoquant une hypothermie rapidement mortelle. Seul un lavage manuel à l'eau chaude de l'ensemble du plumage peut alors sauver l'oiseau.

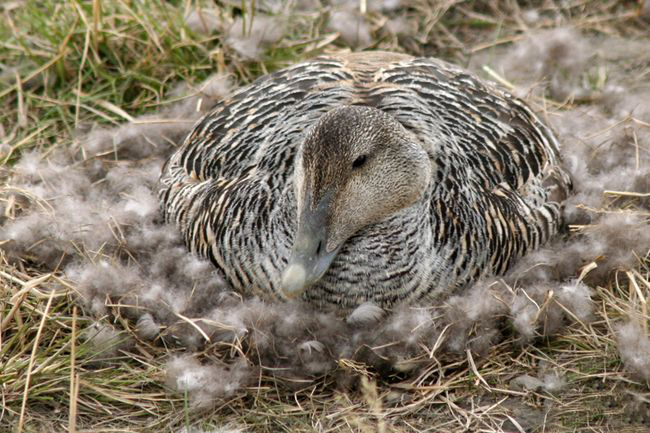
Eider couvant, dans un nid constitué de duvet.

Le duvet pousse plus particulièrement sur le poitrail des oiseaux pendant la saison de reproduction. Chez certaines espèces, les oiseaux arrachent volontairement ces plumes pour constituer leurs nids, offrant ainsi aux œufs une isolation thermique, et permettant à l'individu incubateur de transmettre plus de chaleur aux œufs grâce à une peau nue riche en vaisseaux sanguins. C'est le cas par exemple des oies et des eiders. Cette particularité a permis l'exploitation du duvet par l'être-humain, en le collectant directement dans les nids. Le duvet permet également aux oiseaux de camoufler les œufs en les recouvrant de plumes avant de s'éloigner du nid.
Le duvet pouvant être prélevé de manière non-intrusive, l'analyse des plumules du duvet peut permettre de révéler une contamination aux métaux-lourds dans l'environnement de l'oiseau. Des études ont montré une forte corrélation entre le niveau de contamination dans l'alimentation d'un oiseau et le niveau retrouvé dans ses plumes. Stocker les métaux-lourds dans ses plumes constituerait ainsi un moyen pour l'oiseau d'éliminer une contamination de son environnement.

## L'exploitation de duvet

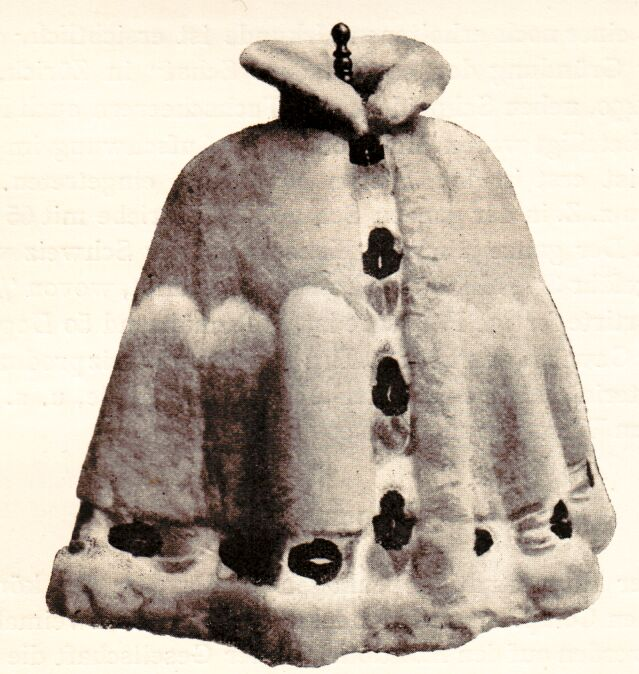
Pèlerine norvégienne de duvet de cormoran (photographie, 1902). La surexploitation d'oiseaux sauvages pour la production de duvet a été l'une de leurs causes de régression ou localement de disparition.

Le duvet était recherché chez les Romains, et les plumes de Germanie étaient les plus estimées. Le coût était si important que les préfets militaires dépêchaient leurs soldats pour en récolter.
Aujourd'hui, la production est importante à cause des volumes de volailles produites en aviculture. Le duvet et les plumules peuvent être valorisées industriellement en étant incluses dans des articles textiles en usine. Les vêtements et produits à base de duvet sont perçus par la clientèle comme des produits de qualité.
Le recyclage d'artefacts en duvet est un usage fort ancien, les selliers-garnisseurs ou bourreliers récupéraient les vieux matelas, pour en produire des nouveaux.
La récolte continue dans les pays industriels d'être une source de revenus non négligeable. Elle est principalement pratiquée sur les canards ou les oies en Europe. Les revenus proviennent des animaux abattus et des mues naturelles à partir de l'âge de 9 à 10 semaines et toutes les six semaines pour produire 100 g de plumes dont 10 % de duvet environ chez les oies.
Une fois l'oiseau abattu, les plumes peuvent être arrachées à sec mais il est plus facile et rapide d'échauder les oiseaux à environ 70 °C pendant 1 à 3 minutes. Les plumes sont arrachés manuellement, quelquefois avec l'aide d'une machine appelée plumeuse. Les plumes sont ensuite séchées dans des tambours pour qu'elles prennent du volume. Elles sont ensuite triées, industriellement par des machines à flux d'air. Le plumage à sec n'implique pas de processus industriel et est plus rentable pour les éleveurs.
Les duvets blancs sont les plus recherchés.

## Poudre
La poudre est un type particulier de duvet. On la rencontre chez quelques genres d'oiseaux apparemment non apparentés et est donc probablement un exemple d'évolution convergente. Chez certaines espèces, les pointes des barbules de certaines plumes (appelées plumes à poudre) se désintègrent, formant de fines particules de kératine, qui apparaissent sous forme de poudre à la surface des plumes. Ces plumes poussent continuellement et ne muent pas. Chez d'autres espèces, les grains de poudre proviennent de cellules qui entourent les barbules de plumes en période de croissance. Ces plumes spécialisées sont généralement dispersées parmi les plumes ordinaires, mais chez certaines espèces, on les rencontre en groupes.
Tous les perroquets font de la poudre, certaines espèces (comme l'Amazone poudrée) en produisant de grandes quantités. On le trouve aussi chez les tinamous et les hérons. La poussière produite à partir de poudre de duvet est un allergène connu chez l'homme.
Les oiseaux avec de la poudre ont généralement une glande uropygienne réduite, mais tous les oiseaux avec une glande uropygienne vestigiale ou absente ne produisent pas forcément de poudre.